# Jürgen Seibel
Jürgen Seibel (* 9. Mai 1971 in Eschwege, Hessen) ist ein deutscher Chemiker. Er ist Professor für Organische Chemie an der Julius-Maximilians-Universität Würzburg.

## Leben und Ausbildung
Seibel studierte von 1992 bis 1997 Chemie an der Georg-August-Universität Göttingen und wurde im Jahr 2000 bei Lutz Friedjan Tietze am Institut für Organische Chemie über Antikörper-katalysierte asymmetrische Synthese von Vitamin E promoviert. Im Jahr 2000 wechselte er an die Universität Oxford, wo er im Dyson Perrins Laboratory forschte. Von 2002 bis 2009 war er Hochschulassistent am Helmholtz-Zentrum für Infektionsforschung und der Fakultät für Chemie und Pharmazie der Technischen Universität Braunschweig, wo er sich mit dem Thema „Werkzeuge der Glycomics: Chemische und enzymatische Glycosylierungsmethoden zu Synthese und Nachweis biologisch relevanter Glycokonjugate“ habilitierte. Im selben Jahr wurde er zum Privatdozenten ernannt.
Seit 2009 ist er Professor am Institut für Organische Chemie der Julius-Maximilians-Universität Würzburg.
Zu den Hauptarbeitsgebieten von Jürgen Seibel gehören die Entwicklung chemischer und enzymatischer Synthesen, Biokatalyse, Protein-Engineering, Drug Delivery, Sphingololipide und Glycosciences. Ebenso befasst er sich mit Methoden zu bioorthogonaler Chemie an lebenden Systemen.
Er ist Herausgeber der Zeitschrift für Naturforschung C.

## Auszeichnungen
- 2000 Glaxo Wellcome Scholarship, Glaxo Wellcome GmbH & Co. KG
- 2008 Jochen-Block Preis der Deutschen Gesellschaft für Chemische Technik und Biotechnologie e.V. (DECHEMA)[1]
- 2012 DuPont Young Professor Award[2]

## Engagement in der Forschung
- Seit 2020 Sprecher des Graduiertenkollegs (GRK 2581) „Metabolism, topology and compartmentalization of membrane proximal lipid and signaling components in infection“[3]
- Seit 2020 Mitglied des Zentrums für Infektionsforschung (ZINF), Würzburg, Deutschland[4]
- Seit 2019 Mitglied des Editorial Board Scientific Reports[5]
- Seit 2018 Mitglied des DFG geförderten SFB/TRR 225 Biofabrication, Project B05[6]
- Seit 2016 Editor in Chief Journal of Biosciences: Zeitschrift für Naturforschung C (ZNC), De Gruyter, Deutschland[7]
- 2011–2014 Präsident der Gesellschaft Deutscher Chemiker (GDCh), Ortsverband Unterfranken

## Schriften
- Jürgen Seibel: Enantioselektive Antikörper-katalysierte Synthese von Vitamin E, Analoga & Entwicklung eines Immunoassays zur qualitativen & quantitativen Bestimmung v. Vitamin E. Cuvillier Verlag, Göttingen 2000, ISBN 3-89712-910-8.
- M. Kraus, J. Görl, M. Timm, J. Seibel: Synthesis of the rare disaccharide nigerose by structure-based design of a phosphorylase mutant with altered regioselectivity. In: Chem. Commun. Band 52, 2016, S. 4625–4627. doi:10.1039/C6CC00934D.
- S. Letschert, A. Göhler, C. Franke, N. Bertleff-Zieschang, E. Memmel, S. Doose, J. Seibel, M. Sauer: Super-Resolution Imaging of Plasma Membrane Glycans. In: Angew. Chem. Int. Ed. Band 53, 2014, S. 10921–10924. doi:10.1002/anie.201406045
- U. Bornscheuer, K. Buchholz, J. Seibel: Enzymatic Degradation of (Ligno)cellulose. In: Angew. Chem. Int. Ed. Band 53, 2014, S. 10876–10893. doi:10.1002/anie.201309953
- J. Seibel: ZNC opens a new chapter focussing on the emerging field of natural and natural-like compounds. In: Zeitschrift für Naturforschung C. Band 71, Nr. 5–6, 2016, S. 93–93. doi:10.1515/znc-2016-0101.
- SiaNAl can be efficiently incorporated in glycoproteins of human mesenchymal stromal cells by metabolic glycoengineering. Jürgen Mut, Stephan Altmann, Sabine Reising, Jutta Meißner-Weigl, Marc D. Driessen*, Regina Ebert, and Jürgen Seibel doi:10.1021/acsbiomaterials.2c01534
- Nina Geiger, Louise Kersting, Jan Schlegel, Linda Stelz, Sofie Fähr, Viktoria Diesendorf, Valeria Roll, Marie Sostmann, Eva-Maria König, Sebastian Reinhard, Daniela Brenner, Sibylle Schneider-Schaulies, Markus Sauer, Jürgen Seibel and Jochen Bodem. The Acid Ceramidase Is a SARS-CoV-2 Host Factor, Cells 2022, 11(16), 2532 doi:10.3390/cells11162532
- Sibylle Schneider-Schaulies, Fabian Schumacher, Dominik Wigger, Marie Schöl, Trushnal Waghmare, Jan Schlegel, Jürgen Seibel and Burkhard Kleuser. Sphingolipids: Effectors and Achilles Heals in Viral Infections?, Cells 2021, 10(9), 2175 doi:10.3390/cells10092175
- Ralph Götz, Tobias Kunz, Julian Fink, Franziska Solger, Jan Schlegel, Jürgen Seibel, Vera Kozjak-Pavlovic, Thomas Rudel, Markus Sauer. Nanoscale imaging of bacterial infections by sphingolipid expansion microscopy. Nat Commun 2020, 11, 6173 doi:10.1038/s41467-020-19897-1